# 高丽华
高丽华（1979年10月31日—），辽宁大连人，中国女子曲棍球運動員，亦為中国国家女子曲棍球队成員，司職后卫。

## 簡歷
2010年11月，高丽华代表中國出戰廣州亞運會，參加曲棍球比賽，奪得金牌。
2017年8月，高丽华代表辽宁女子曲棍球队出戰第十三届全运会，個人第5次参加全运会比赛，亦成為該届女子曲棍球比赛中年龄最大的运动员。在上届全运会后，高丽华原本已经退役，但2015年又重新拿起球杆，最後随辽宁女曲获得亚军。高丽华賽后宣布退役，不会再打比赛了，並表示：“虽然有一些遗憾，但是不会影响我对曲棍球的热爱，曲棍球给我带来了很多快乐。”她在退役后还会做和曲棍球相关的工作。